# 교육행정정보시스템
교육행정정보시스템(영어: National Education Information System : NEIS(나이스))은 2000년 전자정부 구현의 일환으로 대한민국의 초·중등 교육과 관련하여, 1만여 개 학교와 181개 지역 교육지원청, 17개 시•도 교육청,  교육부를 인터넷으로 연결하여 교무학사, 인사, 회계 등 전 교육행정업무를 전자적으로 연계 처리할 수 있도록 함으로써 교육행정의 효율성과 대국민 서비스를 향상하기 위해 구축된 정보시스템이다.

현재, 각 시·도 교육청과 산하기관, 그리고 각급 학교를 교육부와 인터넷을 통해 연결하여 교육관련 정보를 공동으로 이용할 수 있는 전산환경을 구축하고 있다. 교육부 지침에 따라 2003년부터 기존의 C/S프로그램에서 NEIS로 자료를 이관하는 작업을 진행하면서 전교조 등에서 정보독점과 개인정보침해 등을 이유로 프로그램 사용에 필요한 인증을 거부하기도 했는데 서울대와 연세대, 서강대 등 10여 개 대학이 정시모집부터 학생부 자료를 나이스로만 받겠다고 선언하자 전교조가 나이스 입력 업무를 거부하겠다면서 연가 투쟁을 벌이기도 했다.

## 역사
- 1996년부터 시작된 S∙A, C/S 형태의 학교정보시스템 보안, 상호연계성 등의 문제점을 해결하고, 전 교육행정기관에서 이루어지는 전 교육행정업무를 유기적으로 처리하기 위해 도입의 필요성이 제기되었다.
- 1997년 나이스의 전신인 학교행정관리시스템(SIMS)가 개발되어 보급되었다.
- 2000년 전국단위 초, 중등학교의 IT인프라 구축이 완료되었다.
- 2001년에 2단계 교육정보화 발전방안수립의 일환으로 교육행정정보시스템의 구축이 전자정부 구현을 위한 11대 중점추진과제의 하나로 선정되면서 도입이 결정되었다.
- 2002년 3월에 시스템 설계를 완료했고, 6월에는 삼성 SDS와 사업계약을 체결하고 시행에 착수했다. 11월에 1단계 서비스를 시범 실시하였다. 그 해 나이스 일반행정 서비스가 개시되어 22개 영역의 일반행정 업무 서비스를 개시되었다.
- 2003년 나이스의 교무업무 서비스가 개시되어 5개 영역의 교무학사 업무 서비스가 개시되었다.
- 2004년 교무, 학사, 보건의 3개 영역을 분리 구축하고 개통하였다. 온라인 대입전형 서비스가 개시되었다.
- 2006년 대국민 민원서비스를 구축, 개통하여 민원발급 서비스를 제공하였다. 과도한 사생활 침해[7][8], 개인정보의 수집과 정보 유출 가능성의 문제 제기와 전교조 등의 반발로 인해 초, 중학교는 20개 이하의 학교 그룹 단위로, 고등학교는 단독 학교단위로 나이스를 운영하였다. 처음으로 학부모서비스가 시작되었다.
- 2010년 교육부(당시 교육과학기술부)는 나이스를 다시 시도교육청 단위로 통합하겠다는 계획을 발표한다. 차세대 나이스 구축 기본계획을 수립하였고, 차세대 나이스 업무 프로그램 개편 및 운영 인프라를 구축하였다.
- 2011년 2월 차세대 나이스 구축을 완료하고 나이스를 시·도단위로 통합하여 운영하였다.[9] 서비스는 3월부터 제공되었다.
- 차세대 나이스 서비스 개시 이후 나이스 응용소프트웨어 유지보수 및 개발, 인프라 유지보수를 진행하였고, 나이스 인프라 증설 사업을 진행하였다. 홈에듀 민원서비스, 교원능력개발평가, 방과후학교 온라인 신청 서비스를 제공하였다. 나눔포털에서는 자료를 나이스로 연계할 수 있게 되었다.
- 2013년 7월 1일 학생서비스를 개통하였으며,
- 2014년 대국민서비스 확대 개편을 시작하였다.
- 2018년 나이스 학생․학부모 모바일서비스 시범운영을 시작하였다.
- 2023년 6월 21일 4세대 지능형 나이스가 개통하였다.